# Município de Perry (condado de Richland, Ohio)
O município de Perry (em inglês: Perry Township) é um município localizado no condado de Richland no estado estadounidense de Ohio. No ano de 2010 tinha uma população de 1.456 habitantes e uma densidade populacional de 31,29 pessoas por km².

## Geografia
O município de Perry encontra-se localizado nas coordenadas 40° 35′ 39″ N, 82° 35′ 51″ O. Segundo a Departamento do Censo dos Estados Unidos, o município tem uma superfície total de 46.54 km², da qual 46,39 km² correspondem a terra firme e (0,33 %) 0,15 km² é água.

## Demografia
Segundo o censo de 2010, tinha 1.456 habitantes residindo no município de Perry. A densidade populacional era de 31,29 hab./km². Dos 1.456 habitantes, o município de Perry estava composto pelo 98,08 % brancos, o 0,27 % eram afroamericanos, o 0,14 % eram amerindios, o 0,14 % eram de outras raças e o 1,37 % eram de uma mistura de raças. Do total da população o 0,69 % eram hispanos ou latinos de qualquer raça.